# Karl Eugen von Mercklin
Karl Eugen von Mercklin (ros. Карл Евгеньевич (фон) Мерклин, ur. 7 kwietnia 1821 w Rydze, zm. 26 listopada 1904 w Sankt Petersburgu) – rosyjski botanik niemieckiego pochodzenia, członek Cesarskiej Akademii Nauk.

## Życiorys
Studiował nauki przyrodnicze na Uniwersytecie w Dorpacie, jego nauczycielem botaniki był Bunge. W czasie studiów odbył podróże naukowe do Wiednia, Paryża i Jeny. Od 1847 mieszkał w Sankt Petersburgu. W latach 1847–65 wykładał jako docent anatomię roślin, fizjologię i botanikę leśną w Petersburskim Instytucie Leśnym, a w latach 1864-77 jako profesor zwyczajny botaniki na Akademii Medyko-Chirurgicznej w Sankt Petersburgu.